# Les Nouveaux Héros
Ne doit pas être confondu avec Big Hero 6.
Série Classiques d'animation Disney
La Reine des neiges
(2013) Zootopie
(2016)
Pour plus de détails, voir Fiche technique et Distribution.
Les Nouveaux Héros (Big Hero 6) est un film d'animation américain réalisé par Don Hall et Chris Williams, sorti en 2014. Il s'agit du 131e long-métrage d'animation et du 54e « Classique d'animation » des studios Disney.
Le film se déroule à San Fransokyo où vivent Hiro Hamada, génie de la robotique, et son grand frère Tadashi. Alors qu'Hiro parvient à entrer à l'université dans laquelle travaille son frère, un incendie détruit son invention, les "micro-robots", et abouti à la mort de Tadashi. Hiro fera la rencontre inattendue de Baymax, un robot d'assistance personnelle de santé. Mais notre héros s'apercevra vite que quelqu'un utilise ses micro-robots à des fins destructrices : Hiro appela ainsi ses amis à la rescousse, créant par la même occasion une nouvelle équipe de super héros pour défendre la ville du voleur des micro-robots, avec l'aide précieuse de Baymax !
C'est le premier film d'animation Disney à utiliser des personnages de l'univers Marvel Comics (venant des comics Big Hero 6) depuis le rachat de Marvel par Disney en 2009. Il a donné lieu à une suite en série animée nommée Baymax et les Nouveaux Héros.
Une série dérivée du film, Baymax!, a été diffusé le 29 juin 2022 sur la plateforme de streaming Disney+.

## Synopsis
Dans la ville fictive et futuriste de San Fransokyo (une ville hybride entre San Francisco et Tokyo), le jeune Hiro Hamada, prodige de la robotique, passe son temps à participer à des combats de robots illégaux. Une activité qui ne plait guère à son grand frère Tadashi, qui pense qu’Hiro gaspille son potentiel et son intelligence, et à sa tante Cassie, qui les élève tous les deux depuis la mort de leurs parents. Pour tenter de faire changer Hiro d’avis sur ce qu’il appelle « une fac d’intellos », Tadashi décide de l’emmener au centre de robotique de son université, le San Fransokyo Institute of Technology. Il lui fait rencontrer ses amis et leurs projets technologiques : GoGo Tamago, accro à l’adrénaline qui travaille sur un prototype de vélo à suspensions magnétiques, Wasabi, un maniaque de l’ordre et des règles qui travaille sur les lasers, Honey Lemon, une chimiste surdouée et surexcitée, et Fred, mascotte de la fac et fan inconditionnel de comics. Tadashi montre à Hiro son propre projet : un assistant de santé personnel humanoïde, appelé Baymax. Ils croisent également le professeur Robert Callaghan, responsable de la section robotique du laboratoire et à qui Hiro voue une grande admiration. Hiro se décide à entrer dans le laboratoire de l'université à tout prix. Pour cela, il doit convaincre les professeurs de l’école lors d’une convention, le « Show Case », en présentant un projet qui retienne leur attention. S’inspirant de son robot de combat, il exhibe lors de sa présentation des micro-robots, de minuscules robots qui peuvent se lier et s’assembler pour créer n’importe quelle forme possible et imaginable, et contrôlés par un neuro-cerveau transmetteur. L’ensemble de l’assistance est enthousiaste, y compris l’entrepreneur Alistair Krei, président de Krei Tech, qui propose à Hiro d’acheter son invention. Mais le professeur Callaghan, séduit par la démonstration de Hiro et très sceptique envers les intentions purement financières de Krei, propose plutôt à Hiro de rentrer à l’université. Hiro refuse les avances de Krei, et Callaghan lui remet une lettre d’admission. Mais alors qu’ils discutent, à l’extérieur du centre, Hiro et Tadashi aperçoivent le bâtiment en feu. Tadashi se précipite à l’intérieur pour sauver Callaghan, qui est resté coincé, mais le bâtiment explose quelques instants plus tard.

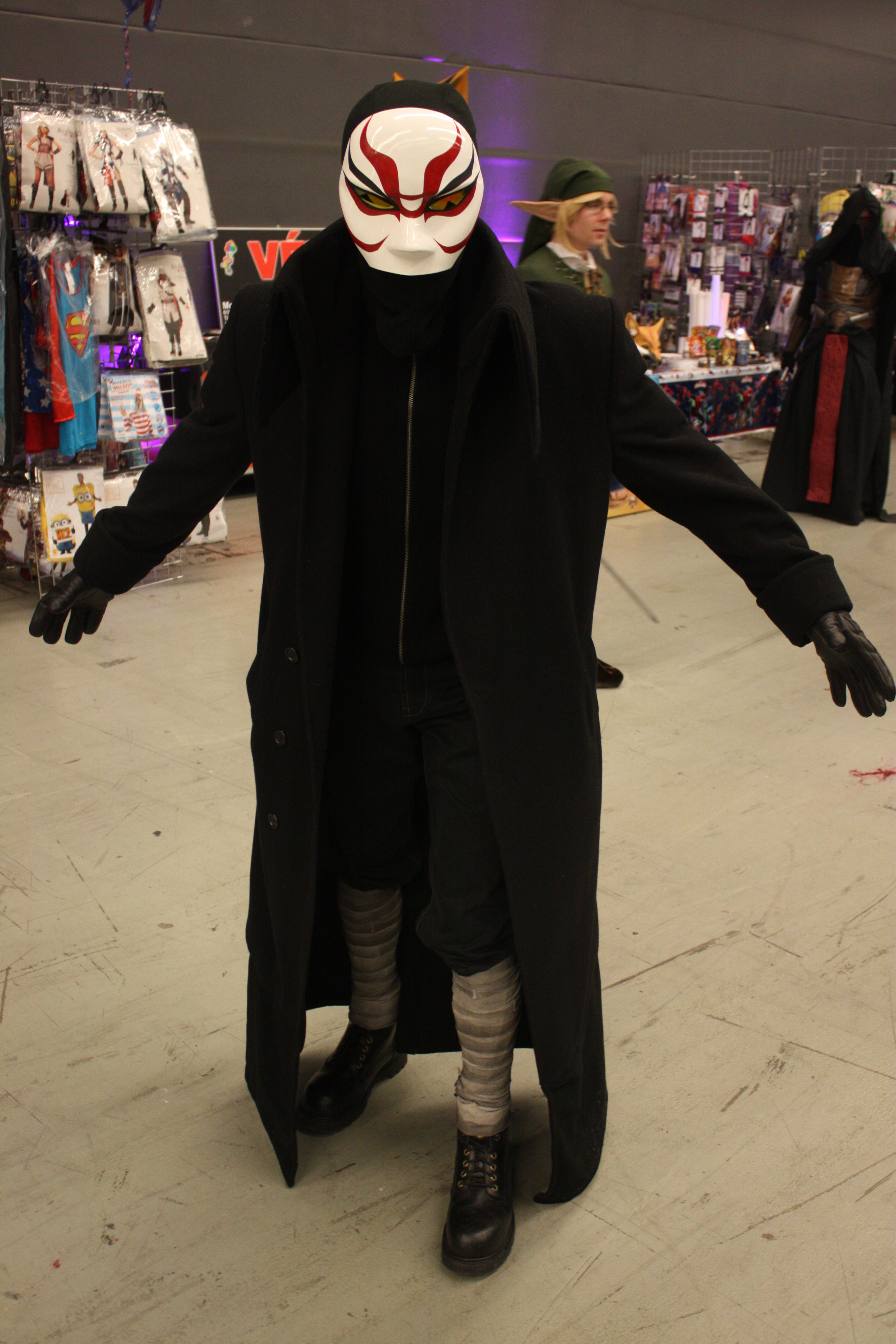
Cosplay de Yokai

Complètement déprimé, traumatisé et horrifié par le décès de son frère, Hiro abandonne l’idée d’entrer à l’université et passe, durant plusieurs semaines, ses journées à se morfondre. Ce faisant, il active involontairement Baymax, l’invention de Tadashi. Baymax décide de suivre le dernier micro-robot d’Hiro, que celui-ci retrouve dans sa veste, car le petit objet semble indiquer une direction. Avec Hiro, il arrive devant un entrepôt abandonné, dans lequel ils pénètrent par effraction. Hiro constate alors que quelqu’un a volé ses micro-robots, et est en train d’en fabriquer en grandes quantités. Ils sont attaqués par un homme, portant un masque de kabuki, qui contrôle les micro-robots avec son neuro-cerveau transmetteur. Ils en réchappent, mais difficilement du fait que Baymax soit programmé pour aider et soigner, et non attaquer ou se défendre. Décidé à arrêter l’homme masqué, Hiro pallie ce problème en équipant Baymax d’une seconde carte mémoire, de combat, qu’il remplit de mouvements de karaté, et lui fabrique une armure.
Alors qu’ils retrouvent l’homme au port de la ville, ils sont surpris par l’arrivée de GoGo, Wasabi, Honey Lemon et Fred, que Baymax avait contactés pour venir soutenir moralement Hiro. L’homme masqué les attaque avec les micro-robots et tente de les éliminer, les lançant dans une course-poursuite à travers la ville, et ils n’en réchappent qu’en fonçant dans l’eau du port. Ils se réfugient dans la riche maison des parents de Fred pour reprendre des forces. Hiro leur explique la situation, le vol des micro-robots, et son intention ferme de capturer l’homme masqué. Fred, en grand lecteur de comics et fan de théories, suggère que derrière le masque se trouve Alistair Krei, l’industriel qui avait des vues sur les robots de Hiro. Par devoir envers leur ami Tadashi, les quatre étudiants se joignent à Hiro. Ils décident de former une équipe de super héros et d’utiliser leurs inventions : GoGo équipe ses chaussures de super-roues, Wasabi augmente ses gants avec des lames laser, Honey Lemon s’arme d’un sac rempli de boules explosives aux différents effets, Fred obtient la combinaison de lézard cracheur de feu dont il rêvait, et Hiro repense sa propre combinaison et l’amure de Baymax, l’équipant de poings missiles, d’ailes et de réacteurs.
À la suite de toutes ses améliorations, Baymax utilise son scanner augmenté, et retrouve des traces de l’homme masqué sur une île aux abords de la ville. Le groupe s’y rend, et pénètre un site déserté, mis en quarantaine. Ils découvrent sur les vidéos de surveillance qu’il s’agit d’un ancien laboratoire de Krei Tech, qui a été abandonné à la suite d’une expérience sur la téléportation menée par Alistair Krei qui a mal tourné, où une pilote d’essai a été perdue dans un des portails. Ils sont à nouveau attaqués par l’homme masqué, et tentent bien que maladroitement de faire usage de leurs nouveaux costumes. Baymax et Hiro parviennent à l’emporter et à faire tomber son masque. L’homme se révèle alors être le professeur Callaghan, qui n’est pas mort dans l’explosion, car ayant utilisé les micro-robots comme une armure pour se protéger, laissant ainsi Tadashi mourir. Hiro, enragé par cette nouvelle, ordonne à Baymax de tuer Callaghan. Celui-ci, ayant pour fonction première de soigner, ne peut pas exécuter cet ordre contraire à son programme. Hiro retire alors la carte mémoire de base, celle faisant de Baymax un assistant médical, le transformant en machine à tuer. Devenu incontrôlable, les amis de Hiro tentent de le raisonner, et Honey Lemon parvient in extremis à réinsérer la carte de soins Baymax, l’empêchant de tuer le professeur, qui s’échappe.
Furieux envers eux, Hiro s’envole avec Baymax. De retour chez lui, il tente de retirer définitivement la puce, mais Baymax l’en empêche, lui rappelant que ceci n’est pas ce que Tadashi aurait voulu, déclenchant la colère et les larmes d’Hiro. Pour le consoler, Baymax lui montre les vidéos de Tadashi, enregistrées via sa caméra, pendant les phases de développement et de test de Baymax. Gogo et les autres les rejoignent et consolent à leur tour Hiro, tandis qu’il s’excuse. Ils décident d’arrêter Callaghan, une bonne fois pour toutes et tous ensemble. Dans les données qu’ils ont récupérées du laboratoire, ils réalisent que la pilote d’essai « morte » dans le portail de téléportation défectueux n’est autre que la fille de Callaghan, Abigail, et que Callaghan cherche à se venger d’Alistair Krei, qu’il tient pour responsable.
Lors de l’inauguration en grande pompe du nouveau siège de Krei Tech, Callaghan surgit et s’empare de Krei. Il a l’intention d’utiliser le deuxième portail de l’expérience ratée, qu’il a remis en marche et qui agit alors comme un aspirateur, et qu’il place avec l’aide des micro-robots au-dessus du bâtiment, pour faire disparaitre tout ce que Krei a, avant de le faire disparaitre lui aussi. Hiro et ses amis s’interposent, d’abord surpassés par les micro-robots, mais reprenant le dessus en faisant preuve d’inventivité avec leurs armes en voyant les choses sous un autre angle (phrase importante du film dite par Tadashi). Avec le portail au-dessus de leur tête, Hiro réalise qu’ils peuvent le vaincre en envoyant les micro-robots dans le portail. Ils réussissent, et retirant son masque à Callaghan, les micro-robots retombent, inertes, alors que tout le monde est sauf. Cependant, le portail fonctionne toujours et s'apprête à exploser. Baymax détecte alors de la vie à l’intérieur du portail, précisément une femme. Réalisant qu’Abigail est toujours vivante, Hiro décide d’aller la chercher avec Baymax et pénètre dans le portail. Ils la retrouvent, inconsciente mais sauve dans sa capsule. En se dirigeant vers la sortie, Baymax est gravement endommagé par les débris qui dérivent à l’intérieur du portail en sauvant Hiro et Abigail. Ne pouvant plus sortir, mais toujours programmé pour sauver des vies, il décide, avec l’accord de Hiro bien que le cœur brisé, d’utiliser le poing fusée de son armure pour les propulser hors du portail. Cela réussit : Hiro sort du portail et retrouve ses amis, Abigail, vivante, est emmenée en ambulance, et Callaghan est arrêté.
Hiro intègre l’université et reprend le bureau de son frère, bien que brisé par la perte de Baymax. Alors qu’il s’installe, il découvre dans le poing-fusée encore serré la carte de Baymax ; ce qui permet à Hiro de le reconstruire. Ensemble avec Les Nouveaux Héros, ils continuent leurs exploits à travers la ville, réalisant ainsi le rêve de Tadashi, celui d’aider les gens dans le besoin.

## Fiche technique
Sauf indication contraire, les informations mentionnées dans cette section peuvent être confirmées par les bases de données cinématographiques IMDb et Allociné,  présentes dans la section « Liens externes ».
- Titre original : Big Hero 6
- Titre français et québécois : Les Nouveaux Héros[1]
- Réalisation : Don Hall et Chris Williams
- Scénario : Jordan Roberts, Robert L. Baird et Daniel Gerson, d'après les personnages de Big Hero 6 créés par Steven T. Seagle et Duncan Rouleau (en)
- Musique : Henry Jackman
- Direction artistique : Scott Watanabe
- Décors : Paul A. Felix
- Photographie : Rob Dressel
- Son : David E. Fluhr, Steve Schatz, Jason Chiodo
- Montage : Tim Mertens
- Production : Roy Conli
  - Production déléguée : John Lasseter
  - Production associée : Brad Simonsen
  - Coproduction : Kristina Reed
- Animation : Alberto Abril, Abraham Aguilar, Valentín Amador, Dan Barker, Tony Bonilla, Darrin Butters, Guillaume Bélanger
- Sociétés de production[2] : Walt Disney Pictures, créé et réalisé par Walt Disney Animation Studios
- Société de distribution : Walt Disney Studios Motion Pictures
- Budget : 165 millions de $[3]
- Pays de production :  États-Unis
- Langue originale : anglais
- Format[4] : couleur - 35 mm / D-Cinema - 2,39:1 (Cinémascope) - son Datasat | Dolby Digital | Dolby Atmos | SDDS | Auro 11.1 | Dolby Surround 7.1
- Genre : animation, action, aventures, comédie, science-fiction
- Durée : 102 minutes
- Dates de sortie[5] :
  - Japon : 23 octobre 2014 (première mondiale au Festival international du film de Tokyo)[6] ; 8 décembre 2014 (Tokyo) ; 1er août 2015 (Stardust Theater in Haramura) ; 27 septembre 2015 (Festival du film de Tateshina Kogen)
  - États-Unis : 25 octobre 2014 (Festival international du film de Philadelphia) ; 26 octobre 2014 (Festival du film de Austin et Festival international du film pour enfant à New York) ; 27 octobre 2014 (Film de Savannah et Festival en vidéo) ; 1er novembre 2014 (Festival du film de Hawaï) ; 4 novembre 2014 (Los Angeles en Californie) ; 7 novembre 2014 (sortie nationale)
  - Québec : 7 novembre 2014[1]
  - France : 16 janvier 2015 (Festival international du film de comédie à l'Alpe d'Huez) ; 11 février 2015 (sortie nationale)
  - Belgique, Suisse romande : 11 février 2015[7],[8]
- Classification[9] :
  - États-Unis : des scènes peuvent heurter les enfants - accord parental souhaitable (PG - Parental Guidance Suggested)[Note 1]
  - France : tous publics[10]
  - Belgique : tous publics (Alle Leeftijden)[7]
  - Suisse romande : interdit aux moins de 6 ans[11]
  - Québec : tous publics (G - General Rating)[1]

## Distribution

### Voix originales
- Scott Adsit : Baymax
- Ryan Potter : Hiro Hamada
- Daniel Henney : Tadashi Hamada
- T. J. Miller : Fred / Fredzilla
- Jamie Chung : GoGo Tomago
- Damon Wayans Jr. : Wasabi
- Génesis Rodríguez : Honey Lemon
- Maya Rudolph : Cass Hamada
- James Cromwell : le professeur Callaghan
- Alan Tudyk : Alistair Krei
- Katie Lowes : Abigail Callaghan
- Billy Bush : le journaliste
- Dan Howell et Phil Lester : les techniciens
- Stan Lee : le père de Fred (caméo post-générique)

### Voix françaises
- Kyan Khojandi : Baymax[12]
- Maxime Baudouin[13] : Hiro Hamada
- Damien Ferrette : Tadashi Hamada
- Élisabeth Ventura : Honey Lemon
- Jean-Baptiste Anoumon : Wasabi
- Donald Reignoux : Fred
- Céline Ronté : GoGo Tomago
- Magali Rosenzweig : Cass Hamada
- Bernard Lanneau : Alistair Krei
- Pierre Dourlens : le professeur Callaghan
- Frédéric Souterelle : Yama / le général
- Anne-Laure Gruet : Abigail Callaghan
- Pierre Margot : journaliste
- Marc Perez : Policier
- Cécile d'Orlando : Arbitre Bot Fight
- Charles Borg : Heathcliff
- Jean-Claude Montalban : le père de Fred

### Voix québécoises
- Paul Doucet : Baymax[14]
- Alexis Plante[15] : Hiro Hamada
- David Laurin : Tadashi
- Annie Girard : Honey Lemon
- Hugolin Chevrette : Fred
- Kim Jalabert : GoGo Tomago
- Nicholas Savard L'Herbier : Wasabi
- Jean-François Blanchard : Robert Callaghan
- Jean-François Beaupré : Alistair Krei
- Nadia Paradis : Cassie

## Production et développement

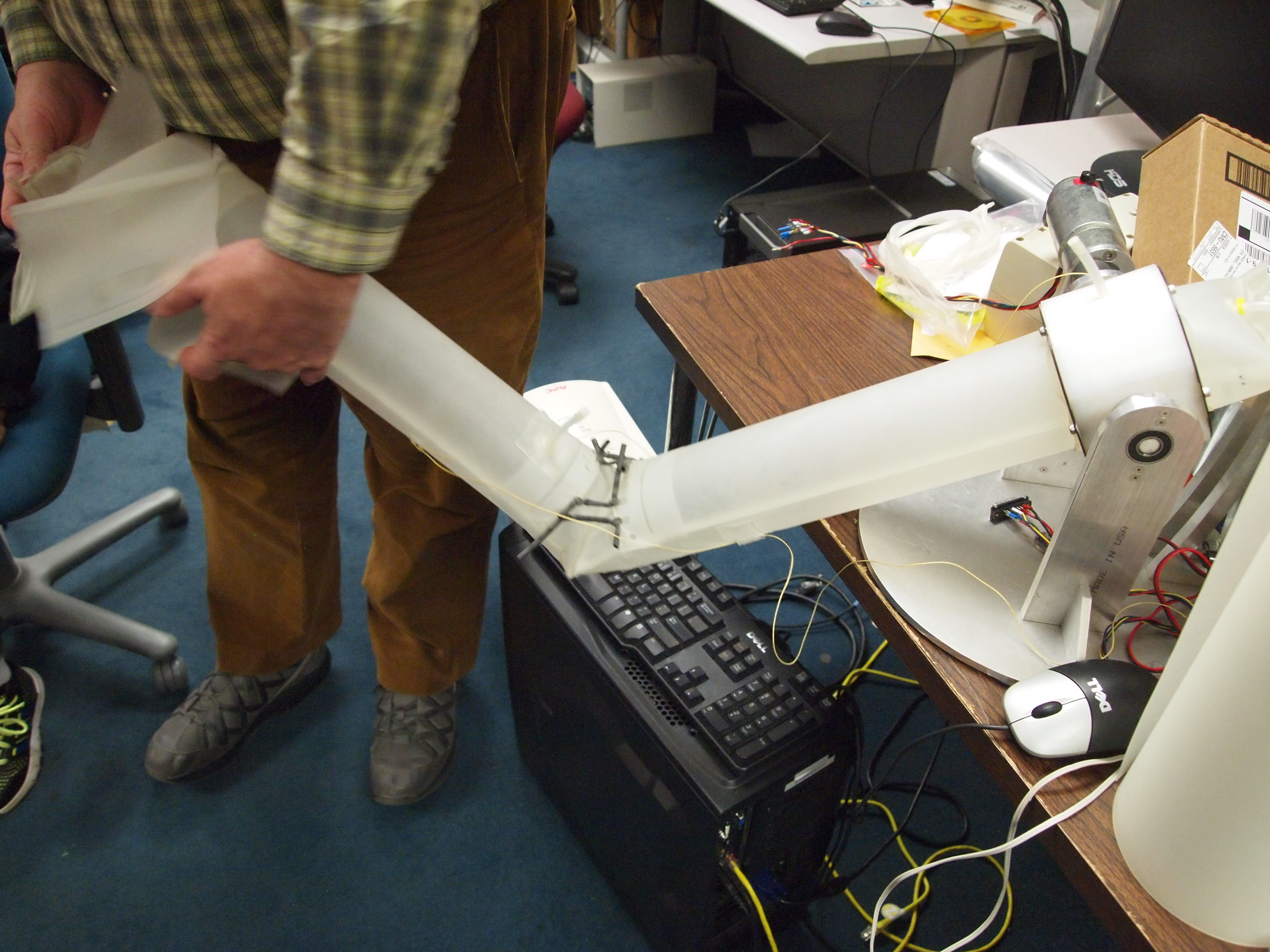
Bras robotique gonflable, qui a servi d'inspiration pour le personnage de Baymax.

Après l'acquisition par Disney de Marvel Entertainment en 2009, le PDG, Bob Iger a encouragé les divisions de la société d’explorer les œuvres de Marvel pour créer des concepts d'adaptation. Bien que co-directeur de Winnie l'ourson, Don Hall décide de consulter la base de données Marvel, il découvre alors Big Hero 6, une bande dessinée dont il n’avait jamais entendu parler auparavant. « J'ai juste aimé le titre » a-t-il dit. Il a proposé le concept à John Lasseter en 2011, comme l'une des cinq idées possible pour une production pour Walt Disney Animation Studios. En juin 2012, Disney a confirmé que Walt Disney Animation Studios allait adapter la série de Marvel et que le film avait été commandé.
Les Nouveaux Héros a été produit uniquement par Walt Disney Animation Studios, bien que plusieurs membres de l'équipe créative de Marvel aient été impliqués dans la production du film, y compris Joe Quesada, directeur de la création de Marvel, et Jeph Loeb, chef de Marvel Television. À l'inverse, Lasseter a rejeté l'idée qu’il y ait un fossé entre les deux sociétés, et le producteur Roy Conli a déclaré que Marvel a permis à Disney « la liberté complète dans la structuration de l'histoire ». Le président de Disney Animation Studio, Andrew Millstein a déclaré que « Les Nouveaux Héros est un exemple de ce que nous avons appris au fil des années et de notre touche de l'ADN de Pixar ». En ce qui concerne l'histoire du film, Quesada a déclaré que « la relation entre Hiro et son robot a une touche Disney importante... Mais elle est combinée avec ces arcs héroïques Marvel ». L'équipe de production a décidé très tôt de ne pas connecter le film à l’univers cinématique Marvel et de le placer dans son propre univers.
En ce qui concerne la conception de Baymax, Hall a mentionné dans une interview : « Je voulais un robot que nous n'avions jamais vu auparavant, quelque chose qui soit tout à fait original. Voilà une chose difficile à faire, nous avons beaucoup de robots dans la culture populaire, de Terminator à WALL-E, mais nous n’avons jamais mentionné de robots japonais, je ne vais pas entrer dans cela… Donc, je voulais faire quelque chose d'original ». Même si l’équipe ne savait pas encore à quoi le robot devrait ressembler, l’artiste Lisa Keene a pensé que cela devrait être un robot câlin. Au début du processus de développement, Hall et l'équipe de conception ont fait un voyage de recherche à la Robotics Institute de l'Université Carnegie-Mellon, où ils ont rencontré une équipe de chercheurs qui sont les pionniers d’un nouveau domaine de la robotique : les robots gonflables en vinyle mous. Qui a finalement inspiré Baymax. Hall a déclaré avoir « rencontré un chercheur qui travaillait sur des robots souples… Il y avait un bras de vinyle gonflable et son application pratique serait dans l'industrie des soins de santé comme un infirmier ou un assistant médical. À partir du moment où il m'a montré ce bras gonflable, je savais que nous avions notre robot ». Hall a mentionné que la réalisation d'un look unique pour l’armure mécanique du robot a pris un certain temps et qu'ils voulaient « juste essayer d'obtenir quelque chose qui ressemblait à la personnalité du personnage ». Chris Williams a déclaré : « Une grande partie du défi de la conception est quand Baymax met l'armure, vous voulez qu’il produise un effet intimidant et très puissant... Mais en même temps, il doit rappeler le robot en vinyle adorable qui se trouve en dessous ». Le dessin du visage de Baymax a été inspiré par une cloche de suzu en cuivre que Hall a remarqué tout en visitant un temple shintoïste. Selon Conli, Lasseter à tout d’abord détesté l’attitude de Baymax lorsque sa batterie est vide et qu’il décrit le chat de Hiro comme un "bébé poilu". Mais Williams a empêché cette scène d’être retiré au premier visionnage du projet du film et Lasseter a admis que l’idée de Williams était correcte.
Environ quatre-vingt animateurs ont travaillé sur le film à un moment ou un autre, certains ont même travaillé sur le projet pendant deux ans. En termes de style et de paramètres de l'animation, le film combine la culture Japonaise avec la culture de la Californie. En mai 2013, Disney a publié des concepts et des images de San-Fransokyo. San-Fransokyo est le croisement futuriste de San Francisco et Tokyo, qui a été décrit par Hall comme « une version alternative de San Francisco. La plupart de la ville est avancée technologiquement, mais une autre grande partie est comme rétro... Là où Hiro vit, le quartier ressemble beaucoup à Haight-Ashbury. J’adore les Painted Ladies, nous leur avons donné une cure de jouvence japonaise ». Selon Paul Felix, designer, « la topographie est exagérée parce que ce que nous faisons est de la caricature, je pense que les collines sont une fois et demie exagérées. Je ne pense pas que vous pourriez les monter... Quand vous arrivez au centre-ville, c'est à ce moment-là que vous obtenez la plupart des éléments de Tokyo. Quand vous sortez de ça, cela devient un peu plus San Francisco mais avec l’esthétique japonaise… (C’est un peu comme) Blade Runner mais contenu à quelques blocs carrés. Vous voyez les gratte-ciel qui contrastent avec les collines… »
La raison pour laquelle Disney voulait fusionner Tokyo (ville qui est celle où la version Marvel se déroule) avec San Francisco était en partie parce que San Francisco n'a pas été utilisé par Marvel auparavant, et en partie parce que de tous les aspects emblématiques et l’esthétique de la ville se marient bien avec l’architecture de Tokyo. Les cinéastes ont proposé que San Fransokyo soit établi sur une histoire alternative, où San Francisco a été en grande partie reconstruit par des immigrants japonais à la suite du tremblement de terre de 1906, bien que cette hypothèse n’ait jamais été dite dans le film. Pour donner à San Fransokyo une simulation numérique détaillée comme toute vraie ville, Disney a acheté les données d'une entreprise de statistiques pour toute la ville et le comté de San Francisco, ce qui donne finalement 83 000 bâtiments et 100 000 véhicules pour la ville fictive de San-Fransokyo.
Un logiciel appelé Denizen a été utilisé pour créer plus de 700 personnages distinctifs qui peuplent la ville, un autre nommé Bonzai a été responsable de la création de 250 000 arbres, tandis qu'un nouveau système de rendu baptisé Hyperion, a offert de nouvelles possibilités d'éclairage, comme la lumière qui brille au travers d'un objet translucide (comme le revêtement vinyle de Baymax). Le développement de Hyperion a débuté en 2011 et a été fondé sur la recherche en illumination qu'a mené Disney. Le logiciel RenderMan de Pixar a été considéré comme un « plan B » pour le film, si Hyperion n'avait pas été en mesure de respecter les délais de production.
La scène post-crédits n'a été ajoutée au film qu’en août 2014, à la fin de la production, après que le codirecteur Don Hall soit allé voir avec son équipe Les Gardiens de la Galaxie, un film également produit par les Studios Marvel. Il a déclaré avoir « été horrifié que les gens soient restés assis en train d'attendre quelque chose à la fin du générique. Nous ne voulions pas que les gens quittent la salle en étant déçus... ».
Le groupe de rock américain Fall Out Boy a composé une musique pour le film, intitulée Immortals (en), qui a été annoncée en même temps qu'une nouvelle bande annonce durant le New York Comic Con 2014.

## Distinctions
Entre 2014 et 2015, le film Les Nouveaux Héros a été sélectionné 75 fois dans diverses catégories et a remporté 17 récompenses.

### Année 2014
| Cérémonie ou récompense                                                                         | Catégorie / Récompense                       | Nommé(es) / Lauréat(es)                                              | Résultat   |
| ----------------------------------------------------------------------------------------------- | -------------------------------------------- | -------------------------------------------------------------------- | ---------- |
| Association des critiques de cinéma de Chicago                                                  | Meilleur film d'animation                    | Les Nouveaux Héros                                                   | Nomination |
| Association des critiques de cinéma de Dallas-Fort Worth                                        | Meilleur film d'animation                    | Les Nouveaux Héros                                                   | Nomination |
| Association des critiques de cinéma de la région de Washington DC                               | Meilleur film d'animation                    | Les Nouveaux Héros                                                   | Nomination |
| Association des critiques de cinéma de Saint-Louis                                              | Meilleur film d'animation                    | Les Nouveaux Héros                                                   | Nomination |
| Association des critiques de cinéma de Toronto                                                  | Meilleur film d'animation                    | Les Nouveaux Héros                                                   | Nomination |
| Association des critiques de cinéma du sud-est                                                  | Meilleur film d'animation                    | Les Nouveaux Héros                                                   | Nomination |
| Cercle des critiques de cinéma de San Francisco                                                 | Meilleur film d'animation                    | Les Nouveaux Héros                                                   | Nomination |
| Cercle des critiques de Phoenix (Phoenix Critics Circle)                                        | Meilleur film d'animation                    | Les Nouveaux Héros                                                   | Nomination |
| Cercle féminin des critiques de cinéma                                                          | Prix WFCC du meilleur film familial          | Les Nouveaux Héros                                                   | Lauréat    |
| Cercle féminin des critiques de cinéma                                                          | Prix WFCC de la meilleure ligne dans un film | Stop Whining. Woman Up!                                              | Lauréat    |
| Cercle féminin des critiques de cinéma                                                          | Meilleur personnage animé féminin            | Jamie Chung (GoGo Tomago)                                            | Nomination |
| Cercle féminin des critiques de cinéma                                                          | Meilleur personnage animé féminin            | Genesis Rodriguez (Honey Lemon)                                      | Nomination |
| Communauté du circuit des récompenses (Awards Circuit Community Awards)                         | Meilleur film d'animation                    | Don Hall et Chris Williams                                           | Nomination |
| Festival international du film de Capri Hollywood (Capri Hollywood International Film Festival) | Prix Capri du film d'animation de l'année    | Les Nouveaux Héros                                                   | Lauréat    |
| Prix Schmoes d'or                                                                               | Meilleur film d'animation de l'année         | Les Nouveaux Héros                                                   | Nomination |
| Société des critiques de cinéma de Phoenix                                                      | Meilleur film d'animation                    | Les Nouveaux Héros                                                   | Nomination |
| Société des critiques de cinéma de Phoenix                                                      | Meilleure chanson originale                  | Joe Trohman, Pete Wentz et Patrick Stump (pour la chanson Immortals) | Nomination |
| Société des critiques de cinéma de San Diego                                                    | Meilleur film d'animation                    | Les Nouveaux Héros                                                   | Nomination |
| Société des critiques de cinéma du Nevada                                                       | Prix NFCS du meilleur film d'animation       | Les Nouveaux Héros                                                   | Lauréat    |
| Société des critiques de films en ligne                                                         | Meilleur film d'animation                    | Les Nouveaux Héros                                                   | Nomination |

### Année 2015
| Cérémonie ou récompense | Catégorie / Récompense                                                                    | Nommé(es) / Lauréat(es) | Résultat   |
| --- | ----------------------------------------------------------------------------------------- | --- | ---------- |
| Académie des films de science-fiction, fantastique et d'horreur - Prix Saturn                                                                  | Meilleur film d'animation                                                                 | Les Nouveaux Héros | Nomination |
| Alliance des femmes journalistes de cinéma | Meilleur film d'animation                                                                 | Don Hall, Chris Williams | Nomination |
| Association des critiques de cinéma | Meilleur film d'animation                                                                 | Les Nouveaux Héros | Nomination |
| Association des critiques de cinéma de Caroline du Nord                                                                                        | Meilleur film d'animation                                                                 | Les Nouveaux Héros | Nomination |
| Association des critiques de cinéma de Géorgie                                                                                                 | Meilleur film d'animation                                                                 | Les Nouveaux Héros | Nomination |
| Association des critiques de cinéma de l'Iowa                                                                                                  | Meilleur film d'animation                                                                 | Les Nouveaux Héros | Nomination |
| Association des critiques de cinéma de Seattle                                                                                                 | Meilleur film d'animation                                                                 | Don Hall, Chris Williams | Nomination |
| Association des critiques de cinéma du centre de l'Ohio                                                                                        | Meilleur film d'animation                                                                 | Les Nouveaux Héros | Nomination |
| Association du cinéma et de la télévision en ligne                                                                                             | Meilleur film d'animation                                                                 | Les Nouveaux Héros | Nomination |
| Association du cinéma et de la télévision en ligne                                                                                             | Meilleure performance de voix off                                                         | Scott Adsit (pour la voix de "Baymax") | Nomination |
| Association du cinéma et de la télévision en ligne                                                                                             | Meilleur montage d'effets sonores                                                         | Les Nouveaux Héros | Nomination |
| BAFTA - Récompenses des arts du cinéma et de la télévision de la British Academy                                                               | Meilleur film d'animation                                                                 | Don Hall et Chris Williams | Nomination |
| Bande-annonce d'or | Bande-annonce d'or de la meilleure bande-annonce d’un film d’animation ou familial        | Walt Disney Productions et Trailer Park | Lauréat    |
| Bande-annonce d'or | Bande-annonce d'or du meilleur spot TV d’un film d'animation ou familial                  | Walt Disney Productions et Trailer Park | Lauréat    |
| Bande-annonce d'or | Bande-annonce d'or de la meilleure publicité au cinéma avant le spectacle pour une marque | Walt Disney Pictures et Trailer Park | Lauréat    |
| Bande-annonce d'or | Meilleur spot télévisé pour la musique originale                                          | Walt Disney Pictures et Trailer Park | Nomination |
| Bande-annonce d'or | Meilleur spot télévisé pour la musique originale                                          | Walt Disney Productions et Trailer Park | Nomination |
| Derrière les voix des comédiens (Behind the Voice Actors Awards)                                                                               | Meilleure performance vocale masculine dans un long métrage                               | Ryan Potter (pour la voix de "Hiro Hamada") | Nomination |
| Derrière les voix des comédiens (Behind the Voice Actors Awards)                                                                               | Meilleure performance vocale masculine dans un long métrage                               | Scott Adsit (pour la voix de "Baymax") | Nomination |
| Derrière les voix des comédiens (Behind the Voice Actors Awards)                                                                               | Meilleure performance vocale masculine dans un second rôle dans un long métrage           | James Cromwell (pour la voix de "Robert Callaghan") | Nomination |
| Derrière les voix des comédiens (Behind the Voice Actors Awards)                                                                               | Meilleure performance vocale masculine dans un second rôle dans un long métrage           | T. J. Miller (pour la voix de "Fred") | Nomination |
| Derrière les voix des comédiens (Behind the Voice Actors Awards)                                                                               | Meilleure performance vocale féminine dans un second rôle dans un long métrage            | Genesis Rodriguez (pour la voix de "Honey Lemon") | Nomination |
| Derrière les voix des comédiens (Behind the Voice Actors Awards)                                                                               | Meilleure performance vocale féminine dans un second rôle dans un long métrage            | Maya Rudolph (pour la voix de "Aunt Cass") | Nomination |
| Derrière les voix des comédiens (Behind the Voice Actors Awards)                                                                               | Meilleur casting vocal dans un long métrage                                               | Ryan Potter, Scott Adsit, Daniel Henney, Jamie Chung, Genesis Rodriguez, Damon Wayans Jr., T. J. Miller, Maya Rudolph, James Cromwell et Alan Tudyk                               | Nomination |
| Éditeurs de cinéma américain | Meilleur montage d’un film d'animation                                                    | Tim Mertens | Nomination |
| Éditeurs de sons de films | Prix Bobine d'Or du meilleur montage sonore dans un film d’animation                      | Shannon Mills, Robert Shoup, Kim Foscato, Daniel Laurie, John Roesch, Alyson Dee Moore, Addison Teague, Nia Hansen, Jeremy Bowker, Daniel Pinder, Earl Ghaffari et James Likowski | Lauréat    |
| Golden Globes | Meilleur film d'animation                                                                 | Les Nouveaux Héros | Nomination |
| Grand Prix international de doublage (Gran Premio Internazionale del Doppiaggio)                                                               | Meilleur film d'animation                                                                 | Les Nouveaux Héros | Nomination |
| Guilde des producteurs d'Amérique | Meilleure production de film d’animation                                                  | Roy Conli | Nomination |
| Oscars | Oscar du meilleur film d'animation                                                        | Don Hall, Chris Williams et Roy Conli | Lauréat    |
| Prix Annie | Annie de la meilleure production pour un film d'animation                                 | Michael Kaschalk, Peter DeMund, David Hutchins, Henrik Fält et John Kosnik | Lauréat    |
| Prix Annie | Meilleur film d'animation                                                                 | Les Nouveaux Héros | Nomination |
| Prix Annie | Meilleur design de personnage pour un long métrage d'animation                            | Shiyoon Kim et Jin Kim | Nomination |
| Prix Annie | Meilleure réalisation pour un long métrage d'animation                                    | Don Hall et Chris Williams | Nomination |
| Prix Annie | Meilleurs storyboards pour un long métrage d'animation                                    | Marc Smith | Nomination |
| Prix Annie | Meilleur scénario pour un long métrage d'animation                                        | Robert L. Baird, Daniel Gerson et Jordan Roberts | Nomination |
| Prix Annie | Meilleur montage pour un long métrage d'animation                                         | Tim Mertens | Nomination |
| Prix Bobine Noire | Meilleure performance vocale                                                              | Maya Rudolph (pour la voix de Cass Hamada) | Nomination |
| Prix Bobine Noire | Meilleure performance vocale                                                              | Damon Wayans Jr. (pour la voix de Wasabi) | Nomination |
| Prix de la critique de cinéma en ligne portugaise (Críticos de Cinema Online Portugueses Awards)                                               | Meilleur film d'animation                                                                 | Don Hall et Chris Williams | Nomination |
| Prix des arts créatifs de l'International 3D & société d'imagerie avancée (International 3D & Advanced Imaging Society's Creative Arts Awards) | Meilleure 3D dans un film d’animation                                                     | Les Nouveaux Héros | Nomination |
| Prix des blogueurs de cinéma (Cinema Bloggers Awards)                                                                                          | Meilleur film d'animation                                                                 | Don Hall et Chris Williams | Nomination |
| Prix du choix des enfants | Prix Blimp du film d'animation préféré                                                    | Walt Disney Pictures | Lauréat    |
| Prix du Derby d'or | Meilleur film d'animation                                                                 | Don Hall et Chris Williams | Nomination |
| Prix nationaux du cinéma russe (Russian National Movie Awards)                                                                                 | Meilleur long métrage d'animation de l'année                                              | Les Nouveaux Héros | Nomination |
| Prix Satellites | Meilleur film d'animation                                                                 | Les Nouveaux Héros | Nomination |
| Société de casting d'Amérique | Meilleur casting pour un film d'animation                                                 | Jamie Sparer Roberts | Nomination |
| Société cinématographique américaine de l'audio                                                                                                | Prix C.A.S. du meilleur mixage sonore d’un film d’animation                               | Gabriel Guy, David E. Fluhr, Alan Meyerson et Mary Jo Lang | Lauréat    |
| Société des critiques de cinéma de Denver | Meilleur film d'animation                                                                 | Les Nouveaux Héros | Nomination |
| Société des critiques de cinéma de Houston | Meilleur film d'animation                                                                 | Les Nouveaux Héros | Nomination |
| Société des effets visuels | Prix VES de la meilleure animation dans un film d'animation                               | Don Hall, Chris Williams, Roy Conli et Zach Parrish | Lauréat    |
| Société des effets visuels | Prix VES du meilleur personnage animé dans un film d'animation                            | Colin Eckart, John Kahwaty, Zach Parrish et Zack Petroc (pour Baymax) | Lauréat    |
| Société des effets visuels | Prix VES de la meilleure maquette dans un film en prises de vues réelles                  | Brett Achorn, Minh Duong, Scott Watanabe et Larry Wu (pour la ville de San Fransokyo)                                                                                             | Lauréat    |
| Société des effets visuels | Prix VES des meilleurs simulations et effets par ordinateur dans un film d’animation      | Henrik Fält, David Hutchins, Michael Kaschalk et John Kosnik | Lauréat    |
| Société des effets visuels | Prix VES du meilleur environnement fictif dans un film d'animation                        | Ralf Habel, David Hutchins, Michael Kaschalk et Olun Riley (pour la scène dans le portail)                                                                                        | Lauréat    |

## Musique
Henry Jackman a composé la musique du film. La bande dispose d'une chanson originale intitulée Immortals écrite et enregistrée par le groupe de rock américain Fall Out Boy, qui a été publié par Walt Disney Records le 14 octobre 2014. L'album a été publié en ligne par Walt Disney Records le 4 novembre 2014, et est sorti sur CD le 24 novembre. Bien que ne faisant pas partie de la bande originale, une brève section instrumentale de Eye of the Tiger est jouée dans le film.
Pour la sortie japonaise de l'album, une version anglaise inédite du single "Story" du chanteur nippo-américain Ai est sortie en single par EMI Records et Walt Disney Records exclusivement au Japon,. La chanson a été utilisée dans des vidéos promotionnelles et dans le générique du film pour la sortie japonaise.
Bandes originales par Henry Jackman
Captain America : Le Soldat de l'hiver
(2014) Pixels
(2015)
Toute la musique est composée par Henry Jackman (sauf "Immortals").
| 1.    | Immortals (en)               | Fall Out Boy | 3:15 |
| 2.    | Hiro Hamada                  |              | 1:57 |
| 3.    | Nerd School                  |              | 2:12 |
| 4.    | Microbots                    |              | 1:46 |
| 5.    | Tadashi                      |              | 1:46 |
| 6.    | Inflatable Friend            |              | 1:56 |
| 7.    | Huggable Detective           |              | 1:35 |
| 8.    | The Masked Man               |              | 1:29 |
| 9.    | One of the Family            |              | 1:49 |
| 10.   | Upgrades                     |              | 2:27 |
| 11.   | The Streets of San Fransokyo |              | 4:08 |
| 12.   | To the Manor Born            |              | 1:15 |
| 13.   | So Much More                 |              | 3:01 |
| 14.   | First Flight                 |              | 2:35 |
| 15.   | Silent Sparrow               |              | 4:39 |
| 16.   | Family Reunion               |              | 2:39 |
| 17.   | Big Hero 6                   |              | 6:57 |
| 18.   | I Am Satisfied with My Care  |              | 5:29 |
| 19.   | Signs of Life                |              | 1:14 |
| 20.   | Reboot                       |              | 1:48 |
| 53:57 |                              |              |      |

## Accueil

### Sortie
Le film est présenté au festival international du film d'animation d'Annecy en juin 2014, accompagné du court-métrage Le Festin. Le film est également présent au Comic-Con de San Diego avec les produits dérivés, les concept arts et des extraits du film,.
Le film est également présenté au 27e festival international du film de Tokyo le 23 octobre 2014.
La date de sortie du film en Australie a été décalée au 26 décembre 2014 pour coïncider avec le Boxing Day, laissant 8 semaines aux éventuels pirates. Le journaliste australien s'étonne de cette décision économiquement peu rationnelle aggravée par le fait que le film ne sorte au Royaume-Uni que le 30 janvier 2015 et même le 11 février dans les pays francophones ou en Suède.

### Accueil critique
Note : Chaque magazine ou journal ayant son propre système de notation, toutes les notes attribuées sont remises au barème d'Allociné, de 1 à 5 étoiles.
Dans l'ensemble, le film reçoit un accueil positif. Sur le site d'Allociné le film reçoit des critiques positives. La presse lui donne une moyenne de 3,8/5 établi sur 30 critiques presse, les spectateurs une moyenne de 4,3/5. Sur le site d'IMDb le film reçoit la note de 7,9/10. Sur le site de Metacritic le film obtient un Metascore de 74/100 établi sur 38 avis. Le site de Rotten Tomatoes lui donne un taux d'approbation de 89 % établi sur 191 votes.

### Box-office
| Pays ou région | Box-office        | Date d'arrêt du box-office | Nombre de semaines |
| -------------- | ----------------- | -------------------------- | ------------------ |
| États-Unis     | 222 527 828 $     | 4 janvier 2015             | 8                  |
| Japon          | 5 308 761 entrées |                            |                    |
| France         | 1 635 482 entrées | 3 mars 2015                | 3                  |
| Monde          | 657 827 828 $     |                            |                    |

Le 8 mars 2015, Les Nouveaux Héros franchit les 605 millions d'USD au box-office mondial, devenant le troisième film d'animation ayant rapporté le plus,
Aux États-Unis le film cumule 222 527 828$. En France, le box-office enregistre 1 635 482 entrées. Dans le monde, le film cumule plus de 657 millions de $.

## Produits dérivés
Un manga adapté du film avec une histoire alternative, Baymax, dessiné par Kentarō Ueno, sera publié par l'éditeur Kōdansha fin 2014 et en France par Pika en 2015.
Le 9 décembre 2014, Disney s'associe au studio de développement singapourien Gumi Asia pour un jeu tiré du film Les Nouveaux Héros intitulé Big Hero 6 Bot Fight. Le jeu est sorti le 22 janvier 2015 sur Nintendo DS et Nintendo 3DS et s'appelle Les Nouveaux Héros : Combat dans la Baie en français.
Deux figurines de Hiro et Baymax sont sorties dans Disney Infinity 2.0.
Un monde basé sur le film est apparu dans le jeu Kingdom Hearts 3. L'histoire de ce monde se déroule après les évènements de celui-ci et on y affronte notamment un modèle de Baymax contrôlé par les Sans-Cœurs.

## Suites
Le 18 février 2015, les réalisateurs du film, Don Hall et Chris Williams, ont déclaré qu'une suite était tout à fait possible, et qu'ils étaient intéressés, mais qu'il était encore trop tôt pour prendre cette décision. Cependant, Hall a ajouté : « Cela dit, bien sûr, nous aimons ces personnages, et l'idée de travailler avec eux de nouveau un jour est certainement sans appel ». En mars 2015, Génesis Rodríguez a déclaré qu'une suite a été évoquée, elle dit : « Il n'y a rien de définitif. Il y a beaucoup de discussions et de rumeurs à propos de quelque chose. Nous ne savons pas encore quoi ». En avril 2015, l’ancien rédacteur en chef de Marvel, Stan Lee a mentionné la franchise comme l'un des futurs projets planifiés pour Marvel. A noter d'ailleurs, à la suite des crédits de fin (caméo post-générique); Stan Lee donne son apparence au père de Fred avec un dialogue qui permet une fin ouverte pour une suite.

### Série d'animation
En mars 2016, Disney annonce qu'une série télévisée d'animation Big Hero 6 est en développement et débutera sur Disney XD en 2017. Diffusée à partir du 20 novembre 2017 aux États-Unis sous le titre de Baymax et les Nouveaux Héros, la série prend place immédiatement après les évènements du film. créée par Mark McCorkle (en) et Bob Schooley (en) avec comme producteurs exécutifs McCorkle, Schooley et Nick Filippi,. Jamie Chung y reprend son rôle de "GoGo". La première saison, de 22 épisodes, a été diffusée à partir du 18 février 2018 en France. La série a été renouvelée pour une deuxième saison.